# Final Battle (2011)
Pour les articles homonymes, voir Final Battle.
Final Battle 2011 est un pay-per-view de catch produit par la Ring of Honor (ROH), qui est disponible uniquement en ligne. Cet évènement se déroula le 23 décembre 2011 au Hammerstein Ballroom à Manhattan, dans l'état de New York. Ce pay-per-view est considéré comme l'un des plus gros succès de la fédération. C'est le 10e Final Battle de l'histoire de la ROH.

## Contexte
Les spectacles de la Ring of Honor en paiement à la séance sont constitués de matchs aux résultats prédéterminés par les scénaristes de la ROH. Ces rencontres sont justifiées par des storylines - une rivalité avec un catcheur, la plupart du temps - ou par des qualifications survenues au cours de shows précédant l'évènement. Tous les catcheurs possèdent un gimmick, c'est-à-dire qu'ils incarnent un personnage face (gentil) ou heel (méchant), qui évolue au fil des rencontres. Un pay-per-view comme Final Battle est donc un événement tournant pour les différentes storylines en cours.

### Davey Richards vs. Eddie Edwards

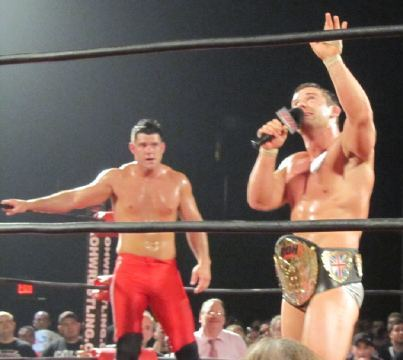
Davey Richards va affronter une nouvelle fois Eddie Edwards pour le ROH World Championship

Le premier affrontement entre les deux partenaires des American Wolves a eu lieu en mars 2010 pour le ROH World Television Championship, où Eddie Edwards remporta ce match et devenait le premier ROH TV Champion. En novembre, il remporta le tournoi Survival of the Fittest et gagna une opportunité pour le ROH World Championship. Lors de Manhattan Mayhem IV en mars 2011, il bat Roderick Strong et devient le ROH Champion. Le second affrontement a eu lieu lors de Best in the World (2011) et Davey Richards, qui reste à ce moment-là sur une série de neuf victoires d'affilée, remporta le titre détenu par Edwards et devient ROH World Champion. Bien que leurs associations parmi les American Wolves continuent, notamment via une feud avec les House of Truth (Roderick Strong et Michael Elgin), ils se préparent en vue d'un troisième affrontement entre eux et s'entourent de nouveaux managers (Dan Severn pour Edwards, Kyle O'Reilly et Tony Kozina pour Richards). Ce troisième affrontement aura lieu donc lors de ce pay-per-view pour le titre mondial.

### Charlie Haas & Shelton Benjamin vs. Jay Briscoe & Mark Briscoe
Lors de Best in the World (2011) en juin dernier, The World's Greatest Tag Team (Charlie Haas et Shelton Benjamin) conservaient leurs titres par équipe dans un Four Corners Tag Team match, qui incluait également les Briscoe Brothers (Jay Briscoe et Mark Briscoe). À la fin du match, les frères Briscoe attaquèrent les champions par équipes avec des chaises. Le 1er octobre, les champions par équipe évoquaient leur souhait d'affronter les Briscoe Brothers dans le but de se venger, mais Jim Cornette refusa de donner une opportunité à eux à la suite de leurs agissements et qu'ils devaient mériter ce match. Les Briscoe Brothers affrontent alors The All-Night Express (Kenny King et Rhett Titus). Durant le match, Jay Briscoe effectue un low-blow sur Kenny King et lui rive les épaules. Cependant, Jim Cornette ordonna de recommencer le match mais les Briscoe Brothers remportent le match. Ils obtiennent donc une opportunité pour les ROH World Tag Team Championship.

### Jay Lethal vs. El Generico vs. Mike Bennett
Le 1er octobre, El Generico conserve son titre face à Jay Lethal dans un match qui s'est finit au-delà des 15 minutes sans vainqueur. Jim Cornette prolongea le match à la suite de l'accord des deux catcheurs, permettant à Jay Lethal de devenir ROH World Television Champion. Le 22 octobre, il conserve son titre face à Mike Bennett qui s'est terminé sans vainqueur. Bennett attaqua Lethal à la fin du match et s'autoproclame être le champion. Jay Lethal défend son titre contre El Generico, mais Mike Bennett s'empare du titre de Lethal durant le match. Cela perturbe l'arbitre qui ne remarque pas le tombé de Jay Lethal sur El Generico juste avant la fin du temps règlementaire. Une bagarre s'entame entre Lethal et Bennett mais Generico effectue un Diving Suicida Plancha sur les deux protagonistes. La semaine suivante, le match entre ces trois catcheurs est annoncé pour le ROH World Television Championship.

## Matchs
| #                                                                | Matchs, | Stipulation                                                                               | Durée |
| ---------------------------------------------------------------- | --- | ----------------------------------------------------------------------------------------- | ----- |
| 1                                                                | Michael Elgin bat TJ Perkins | Match simple                                                                              | 7:25  |
| 2                                                                | Tommaso Ciampa (avec Prince Nana et clan The Embassy) bat Jimmy Rave | Match simple                                                                              | 8:33  |
| 3                                                                | Jay Lethal (c) bat El Generico et Mike Bennett (avec Bob Evans et Maria Kanellis) | Triple Threat match pour le ROH World Television Championship                             | 18:17 |
| 4                                                                | Kevin Steen bat Steve Corino (avec Jimmy Jacobs comme arbitre spécial) | No Disqualification match                                                                 | 23:13 |
| 5                                                                | The Young Bucks (Matt Jackson & Nick Jackson) battent Future Shock (Adam Cole & Kyle O'Reilly), C&C Wrestle Factory (Caprice Coleman & Cedric Alexander), Bravado Brothers (Harlem Bravado & Lancelot Bravado) et The All-Night Express (Kenny King & Rhett Titus) | Gauntlet Tag Team match pour être challenger n°1 pour les ROH World Tag Team Championship | 29:36 |
| 6                                                                | Roderick Strong bat Chris Hero | Match simple                                                                              | 16:37 |
| 7                                                                | Briscoe Brothers (Jay Briscoe & Mark Briscoe) battent The World's Greatest Tag Team (Charlie Haas & Shelton Benjamin) (c) | Tag Team match pour le ROH World Tag Team Championship                                    | 13:24 |
| 8                                                                | Davey Richards (c) (avec Kyle O'Reilly et Tony Kozina) bat Eddie Edwards (avec Dan Severn) | Match simple pour le ROH World Championship                                               | 41:21 |
| (c) désigne le(s) champion(s) défendant son titre dans le match. | |                                                                                           |       |

### Gauntlet Tag Team match
| # | Vainqueurs                                               | Éliminés                                                 | Durée |
| - | -------------------------------------------------------- | -------------------------------------------------------- | ----- |
| 1 | C&C Wrestle Factory (Caprice Coleman & Cedric Alexander) | Bravado Brothers (Harlem Bravado & Lancelot Bravado)     | 4:55  |
| 2 | Future Shock (Adam Cole & Kyle O'Reilly)                 | C&C Wrestle Factory (Caprice Coleman & Cedric Alexander) | 5:27  |
| 3 | The Young Bucks (Matt Jackson & Nick Jackson)            | Future Shock (Adam Cole & Kyle O'Reilly)                 | 11:14 |
| 4 | The Young Bucks (Matt Jackson & Nick Jackson)            | The All-Night Express (Kenny King & Rhett Titus)         | 8:00  |

## Records
Durant cet évènement, d'après Jim Cornette, ce pay-per-view a été celui qui a eu le plus de succès dans l'histoire de la Ring of Honor jusqu'à Final Battle (2013). En effet, 1500 spectateurs étaient présents durant le spectacle et plus de 2 000 personnes ont assisté au pay-per-view via internet. Ce succès a engendré une modification de salle et de date, car le pay-per-view devait se dérouler initialement au Manhattan Center le 17 décembre.